# Elbasan

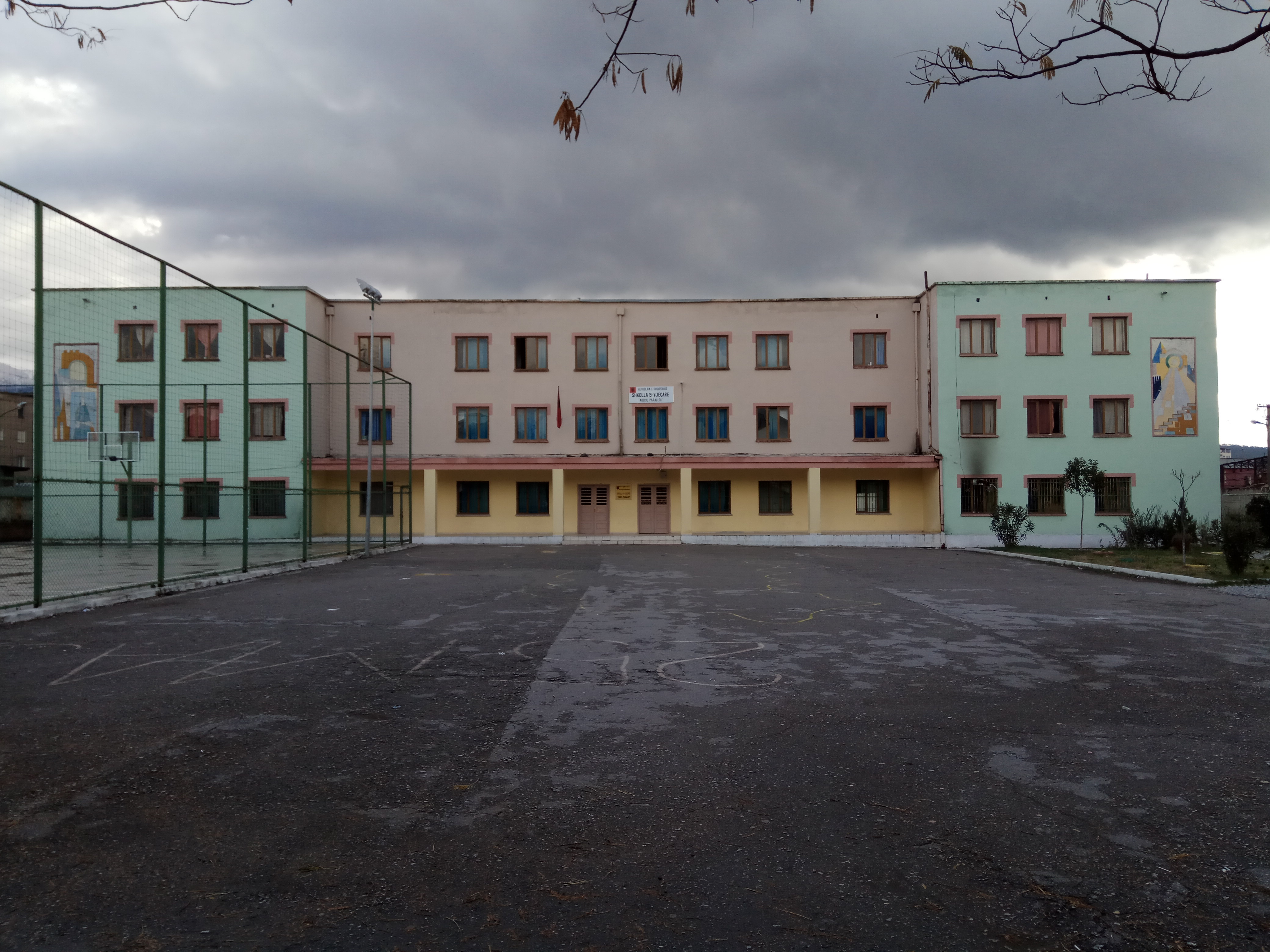
Một ngôi trường ở Elbasan

Elbasan là một thành phố nằm trong hạt Elbasan của Albania. Thành phố Elbasan có diện tích  km², dân số theo điều tra dân số năm 2001 là 95.554 người, ước tính thời điểm năm 2009 là 100.372 người. Đây là thành phố lớn thứ 4 tại Albania, sau thủ đô Tirana, Durrës và Vlorë. Thành phố này được gọi là Neokastron (New Castle) bằng tiếng Hy Lạp, Novigrad (thành phố mới) ở Slavic và Terra Nuova ở Ý. Tên hiện đại có nguồn gốc từ tiếng Il-basan của Thổ Nhĩ Kỳ ("pháo đài").